# Храм Светог пророка Илије у Доњој Трнави
Храм Светог пророка Илије у Доњој Трнави један је од верских објеката с краја 19. века у саставу Српске православане цркве у Епархији нишкој, под надзором архијерејског намесника са седиштем у Алексинцу, у општини Алексинац у Нишавском округу.

## Историја
Храм Светог пророка Илије у Доњој Трнави подигнут је 1895. године, на иницијативу и залагење свештеника Аранђела Д. Поповића. Освећена је 1896. године од стране епископа нишког Инокентија.
Храм је претрпео мања оштећења у Првом и Другом светском рату. Веће попоравке на храму обављене су 1975. и 2007. године.
Антиминс храма који је из 1926. године, освећен је од стране епископа нишког Доситеја Васића.

## Изглед
Храм Светог пророка Илије је једнобродна грађевина са апсидом и кровом на две воде. Поред Цркве налази звоник из 1992. године, дар Слободан Османовић из Врела Пре овог звоника на његовом месту је био брест на коме је било окачено звоно.
Током 1995. година уз велико залагање свештеника Драгослава Лазића у црквеној порти је започела градња парохијског дома, који још увек није завршена.